# Ajuntament de Ventalló
L'Ajuntament de Ventalló és la casa consistorial de Ventalló (Alt Empordà) inclosa a l'Inventari del Patrimoni Arquitectònic de Catalunya. Situat dins del nucli urbà de la població de Ventalló, al bell mig del terme, formant cantonada entre la plaça Major, el carrer Mossèn Trayter i el carrer Major.

## Descripció
Edifici cantoner de planta rectangular, amb la coberta de teula d'un sol vessant i distribuït en planta baixa i dos pisos, amb un petit altell a la part de llevant de la coberta. La façana principal, orientada a la plaça, presenta les obertures rectangulars amb els emmarcaments arrebossats i motllurats, distribuïdes regularment formant eixos verticals. El portal d'accés principal, en canvi, està bastit amb carreus de pedra desbastats als brancals i la llinda plana gravada amb la data 1780. A banda i banda d'aquesta obertura hi ha dues senzilles finestres rectangulars i un altre portal lateral de menors dimensions. Al primer pis destaquen tres finestrals amb sortida a un balcó corregut amb la llosana motllurada i barana de ferro treballat. La part central de la balconada està destacada respecte la resta de l'estructura, a mode de balcó exempt. A la segona planta hi ha tres finestres de dimensions més reduïdes que les del pis inferior. La façana està rematada per una cornisa motllurada, amb sòcol a la part inferior i emmarcada per decoracions en relleu arrebossades, a mode de carreus. Les façanes laterals són força senzilles, amb obertures sense decorar. La del carrer Major està rematada amb la mateixa cornisa motllurada que la façana principal.
La construcció, tot i que bastida en còdols de pedra sense treballar lligats amb morter, presenta els paraments exteriors arrebossats i pintats.